# Ernst Sittig
Ernst Sittig (Berlino, 1º febbraio 1887 – Tubinga, 25 dicembre 1955) è stato un filologo classico, linguista ed etruscologo tedesco.

## Biografia
Ernst Sittig è nato nel 1887 a Berlino, dove ha frequentato il ginnasio, studiando poi filologia presso le università di Jena, Berlino e Halle. Laureatosi a Halle nel 1911 con la tesi De Graecorum nominibus Theophoris, ottenne il dottorato e si dedicò allo studio della linguistica comparata. In questi anni approfondì anche le lingue moderne, quali il polacco, il russo, il bulgaro e il greco moderno, ottenendo la qualifica di interprete.
Durante la prima guerra mondiale Sittig servì nel reparto di decodifica dell'esercito. Successivamente, fu impiegato statale nel servizio di cifratura del Ministero degli esteri dal 1919 al 1924. Dal 1926 ha insegnato come docente presso l'università di Königsberg, prima di ricevere la cattedra di slavistica e linguistica comparata presso l'università di Tubinga nel 1929. Sittig si unì al NSDAP nel 1933. Nel 1936 collaborò alla stesura del Corpus Inscriptionum Etruscarum avviato da Carl Pauli.
Dopo la seconda guerra mondiale, Ernst Sittig si dedicò ad approfondire la lingua e le iscrizioni della civiltà minoica. Le sue indagini sulle scritture lineari a Creta, in comparazione con quelle di Attica e Beozia lo portarono a individuare correttamente otto dei cinquanta segni sillabici cretesi nel 1951.
Nel 1955 compì alcuni studi nel tentativo di decifrare il disco di Festo. Al termine dell'indagine, 32 segni su 45 risultarono leggibili, ma non comprensibili nel significato: la ricerca non fu mai completata, in quanto Sittig morì a causa di una malattia cardiaca il 25 dicembre di quello stesso anno.

## Opere (parziale)
- De Graecorum nominibus Theophoris (1911)
- Ancient Greek Theophoric Proper Names (1912)
- Litauische Dialekte, 5 voll., (1928-1929)
- Der polnische Katechismus der Ledezma und die litauischen Katechismen des Daugssa und des Anonymus vom Jahre 1605 nach d. Krakauer Originalen u. Wolters Neudr. interlinear (1929)
- Das Älter der Anordnung unserer Kasus und der Ursprung ihrer Bezeichnung als „Fälle“ (1931)
- Litauisch, 2 voll. (1935)
- Corpus Inscriptionum Etruscarum, vol. 2, 1, 3, Tit. 5327-5606 (1936)
- Methodologisches zur Entzifferung der kretischen Silbenschrift Linear B, in «Minos. Revista de filología egea», n. 3, Consejo Superior de Investigaciones Cientificas (1954)
- Sprachen die Minoer Griechisch?, in «Minos. Revista de filología egea», n. 3, Consejo Superior de Investigaciones Cientificas (1954)
- Zur Entzifferung der minoisch-kyprischen Tafel von Enkomi, in «Minos. Revista de filología egea», n. 4, Consejo Superior de Investigaciones Cientificas (1956)